# Pałac Myśliwski w Toporowie

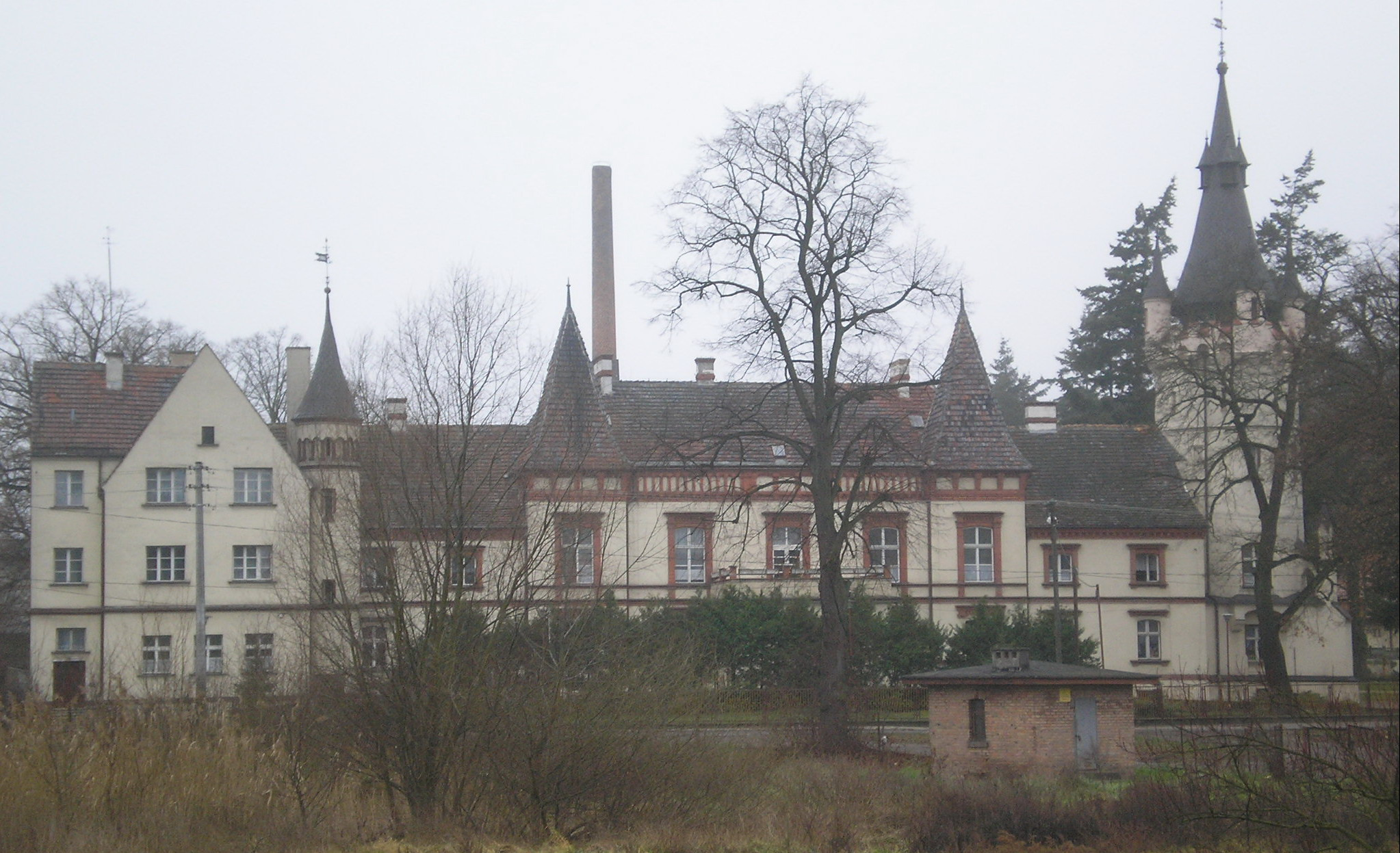
Elewacja frontowa zamku

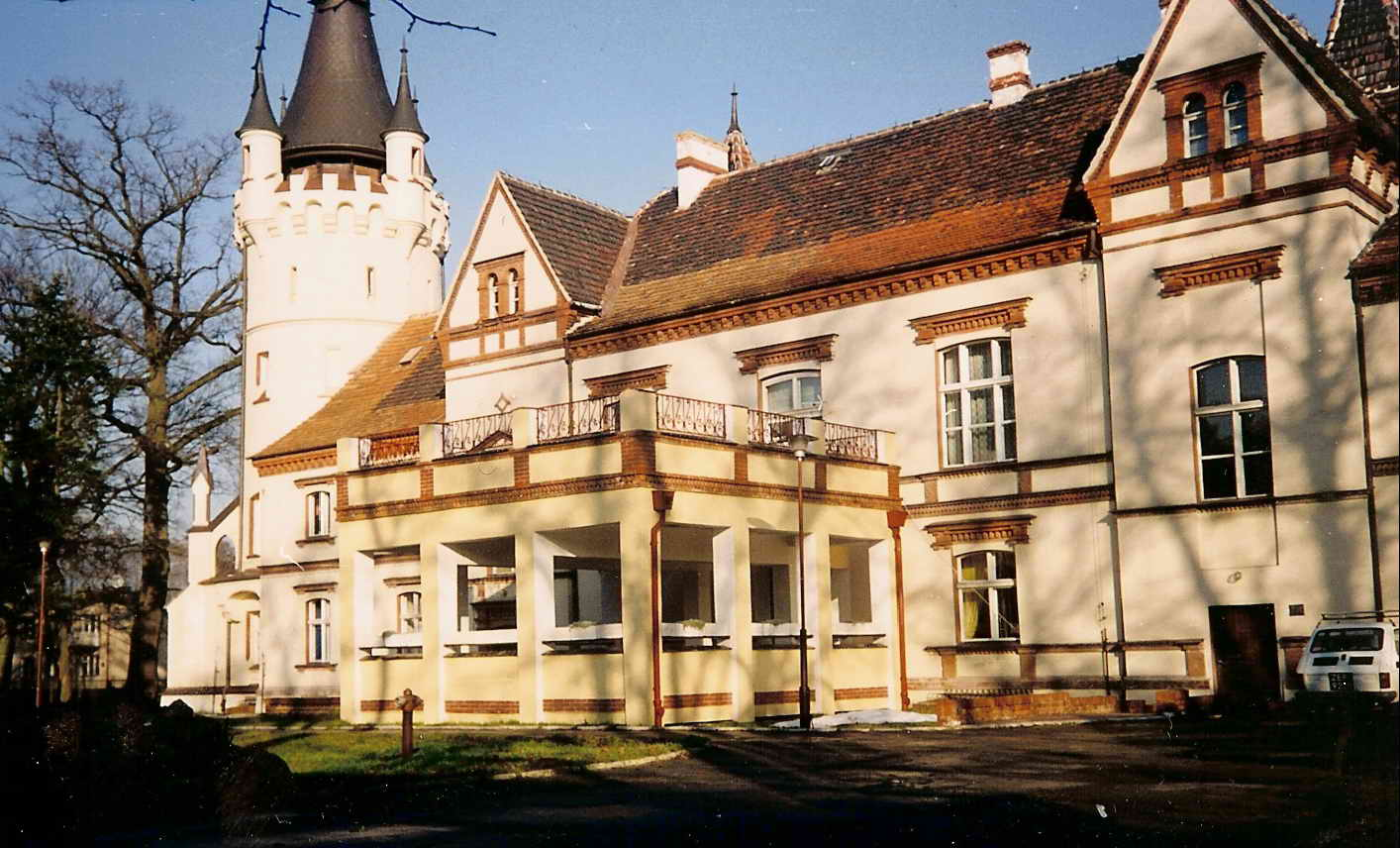
Elewacja południowa zamku

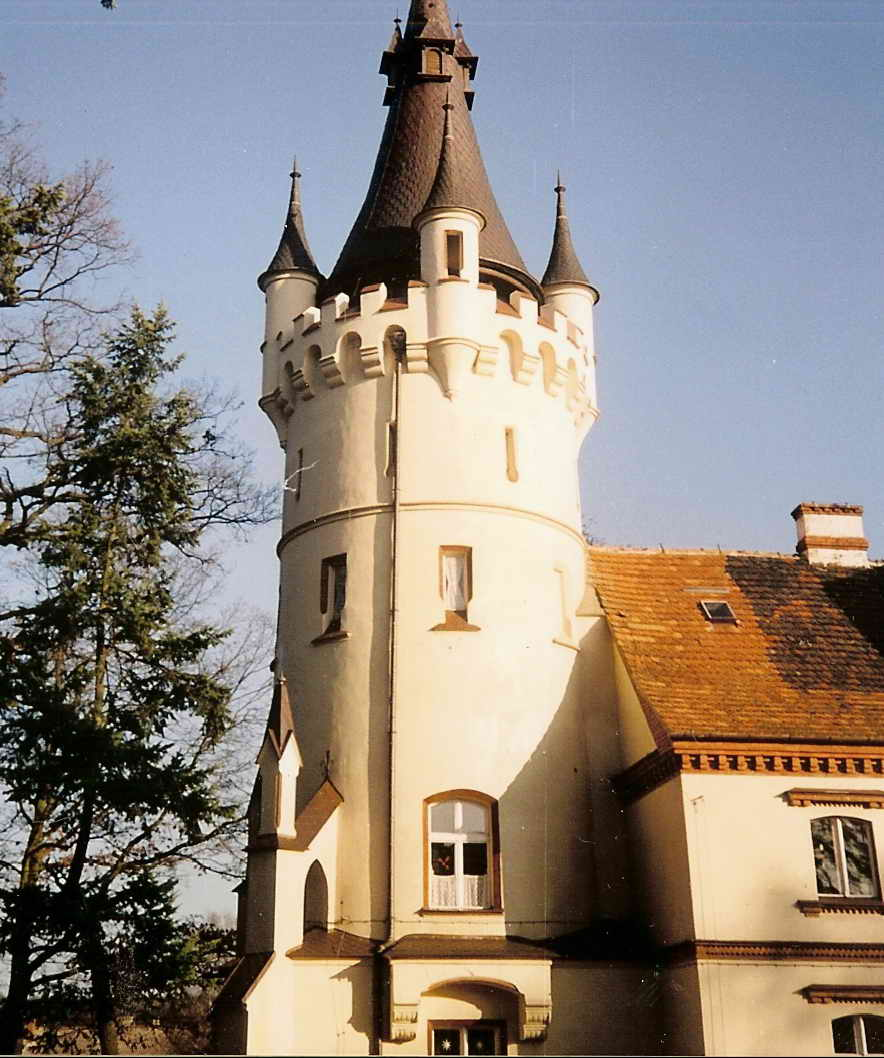
Zachodnia wieża zamku

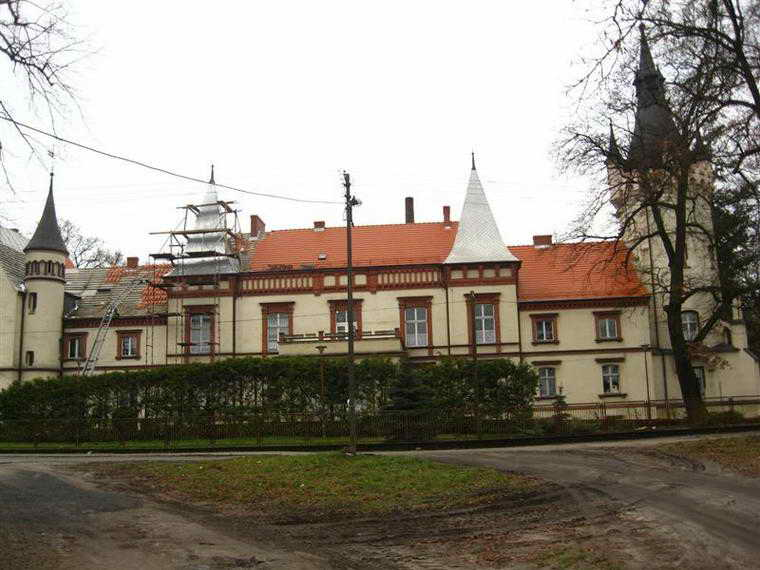
Remont wieżyczek dachu
(grudzień 2007 r.)

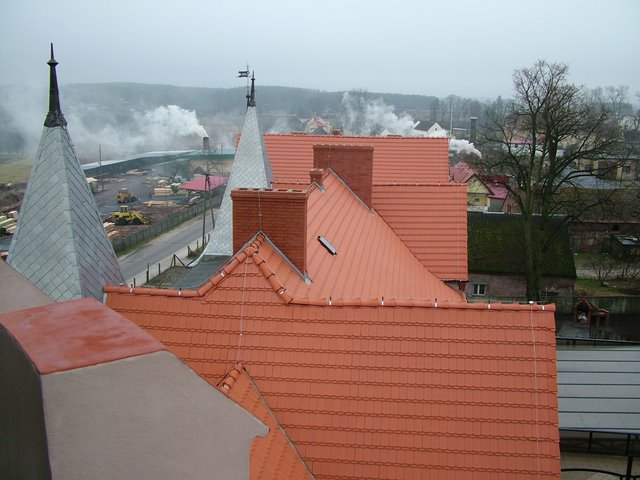
Dach Pałacu po remoncie 2008 r.

Pałac Myśliwski w Toporowie (Zamek w Toporowie) – zabytek architektury znajdujący się w miejscowości Toporów w gm. Łagów w woj. lubuskim.
Główny budynek został wzniesiony w 1823 r., jest to obiekt zabytkowy, objęty opieką konserwatorską.

## Zespół pałacowy
W skład zespołu pałacowego, objętego ochroną wojewódzkiego konserwatora zabytków, wchodzą:
- budynek Pałacu
- budynki gospodarcze
- zabytkowa stodoła
- stary park otaczający zamek

## Historia
W latach 1660–1668 właścicielem Toporowa był komtur łagowski zakonu joannitów – wolny pan Johan Franc Löben. W późniejszym okresie panami Toporowa byli Cobeltinowie. Przez pewien okres miejscowość ta była też własnością rodu Rissman, a od roku 1874 przeszła we władanie hrabiego rodu Manteuffel.
Feldmarszałek Edwin Hans Karl von Manteuffel otrzymał pałac w Toporowie wraz z przyległym majątkiem w darze od cesarza, za oddaną i ofiarną służbę dla Niemiec. Pałac był w posiadaniu rodziny Manteuffel zaledwie 12 lat. Feldmarszałek rezydował w Strasburgu, a jego majątek w Toporowie coraz bardziej podupadał. Feldmarszałek chcąc podbudować swój prestiż i zdobyć popularność, zobowiązał zarządcę do przekazania funduszy na rzecz budowy kościoła. Nosił się także z zamiarem wybudowania dworca kolejowego – niestety zarządca nie martwił się zbytnio ani o kościół, ani o pałac. Najstarszy syn Feldmarszałka prowadząc luźny tryb życia, narobił długów i doprowadził majątek do upadku. Sprawa ta trafiła do cesarza, w wyniku czego rodzina Manteufflów straciła prawo do posiadłości w Toporowie.
Zamek w Toporowie w okresie, kiedy należał do rodziny Manteufflów, był Pałacem Myśliwskim. Na drzwiach każdego pokoju wymalowany był ptak lub zwierzyna: dzik, jeleń lub kaczka. Na dziedzińcu był basen, w którym (jak głosi legenda), utopiła się córka właściciela zamku (miała 15lat). Po stracie córki kazano odlać z brązu jej postać, niestety figura ta została postrzelona przez żołnierzy sowieckich, a w późniejszym czasie zaginęła w niewyjaśnionych okolicznościach.
W roku 1893 majątek przeszedł w posiadanie Roberta Millera, a po I wojnie światowej odziedziczył go Martin Lutze, który okazał się dobrym gospodarzem. Majątek w tym czasie rozwijał się znakomicie i przetrwał w tej rodzinie, aż do II wojny światowej.

### Po 1945
Po zakończeniu działań wojennych w Pałacu stacjonowali żołnierze radzieccy. Panował tu wówczas duch zemsty, anarchii i przemocy. Przygasły wszelkie walory i upadła świetność pałacu. Posmutniało otoczenie, zubożały wnętrza, a bogaty wystrój został rozgrabiony, zdewastowany lub całkowicie zniszczony.
W wyniku ofensywnych działań wojennych Toporów wraz z okolicami został zajęty 1 stycznia 1945 roku przez wojska frontu białoruskiego pod dowództwem marszałka Żukowa. Na mocy rozkazu Naczelnego Dowództwa Wojska Polskiego z czerwca 1945 roku Toporów i jego okolice zostały zajęte przez osadnictwo Wojska Polskiego. Techniczną stroną akcji zajmował się „Państwowy Urząd Repatriacyjny” (PUR). Placówka PUR-u udzielała dla przybywających wysiedleńców z Kresów Wschodnich wszelkich informacji o warunkach osiedlania się oraz przydzielała środki transportu do nowego miejsca zamieszkania. Gdy zachodziła taka potrzeba, przydzielano też czasowe kwatery w Pałacu.

### Lata PRL
Po zaprowadzeniu ładu administracyjnego Pałac wraz z otoczeniem należał do Państwowego Gospodarstwa Rolnego (PGR), jakie zostało zorganizowane w Toporowie.
Od roku 1947 do 1955 Pałac zajmowany był przez Centralny Związek Spółdzielni „Społem”, gdzie zorganizowano Ośrodek Szkoleniowy dla Kadry Kierowniczej „Społem”.
W następnych latach mieściła się w nim szkoła podstawowa. Organizowano tam także kolonie letnie, a w latach 1962–1984 Pałac był siedzibą punktu konsultacyjnego Wyższej Szkoły Rolniczej we Wrocławiu. W dniu 1 sierpnia 1984 roku w związku z zakończeniem działalności dydaktycznej filii Akademii Rolniczej doszło do zamknięcia tego ośrodka w Toporowie.

### DPS w Toporowie
16 czerwca 1984 roku, zgodnie z decyzją Wojewody Zielonogórskiego, nastąpiło przekazanie Pałacu wraz z parkiem i pawilonem na rzecz Wydziału Zdrowia i Opieki Społecznej.
W latach 90. pałac przeszedł gruntowny remont. Majątek wraz z parkiem przeznaczono na Dom Pomocy Społecznej (DPS Toporów) dla dzieci z upośledzeniem umysłowym. Zaistniała więc konieczność dostosowania pomieszczeń do wymogów i potrzeb przyszłych pensjonariuszy.
Celem zasadniczym przystosowania obiektu do wymogów ośrodka dla osób niepełnosprawnych było spełnienie kryteriów odpowiadającym normom użytkowym, m.in.: budynek musiał spełniać warunek II klasy odporności ogniowej, klatki schodowe nie mogły być oddalone od siebie o więcej niż 12 metrów, wymagany był także odpowiedni układ ciągów komunikacyjnych wraz z drogami ewakuacyjnymi. Spełnione zostały także zalecenia Wojewódzkiego Konserwatora Zabytków.
Tak rygorystyczne przepisy i zalecenia pociągnęły za sobą konieczność rozebrania bądź przebudowy niektórych elementów architektonicznych w Pałacu. I tak rozebrano np. oryginalne schody dębowe oraz wszystkie stropy między kondygnacjami, oprócz stropu ogniotrwałego nad piwnicami. Konstrukcja dachowa została zaimpregnowana preparatem grzybobójczym oraz środkami przeciwpożarowymi. Dachy zostały przełożone i uzupełnione dachówką, założono nowe rynny i rury spustowe. Zachodnia wieża okrągła oraz 2 wieże wschodnie zostały pokryte blachą z miedzi.
Szereg przeprowadzonych modernizacji i odbudowy fragmentów budynku spowodował, że Pałac stał się niejako wizytówką Toporowa. Zamek stojąc przy głównej drodze wsi, w zabytkowym parku wśród sędziwych drzew, wspaniale komponuje się z otaczającym go krajobrazem.

## Architektura
Środkowa część została wykonana w stylu renesansowym, zaś południowe skrzydło w stylu gotyckim. Zakończenie od strony północnej zdobi wspaniała wieża niosąca znamiona potężnych zamków obronnych. O jej rodowodzie mówi dokument znaleziony u szczytów jej wnętrza w roku 1992 (podczas prac dekarsko-renowacyjnych).
Fragment zapisu:
Wieża pałacowa została zbudowana w roku 1884 przez ekscelencję feldmarszałka wolnego pana Edwina von Manteuffla i nadburmistrza w Alzacji-Lotaryngii. (...) Kopułki i chorągiewki zostały zamontowane w dniu 12 listopada 1884 r.